# 검은관코박쥐
검은관코박쥐 또는 동북관코박쥐(Murina fusca)는 애기박쥐과에 속하는 박쥐의 일종이다. 중국에서만 발견된다.

## 특징
작은 박쥐로 몸길이는 58mm이고 전완장은 40mm이다. 꼬리 길이는 34mm, 귀 길이는 18mm이다. 등 쪽 털은 갈색과 회색빛을 보이고 배 쪽은 좀더 연한 색을 띤다. 주둥이는 좁고 가늘며 길다. 눈은 아주 작다.

## 생태
겨울잠을 자는 동안에 사용되는 곳으로 추정되는 양치기 주택 안 쪽에서 포획된 표본만이 알려져 있다. 먹이는 곤충이다.

## 분포 및 서식지
1914년 헤이룽장성에서 포획한 암컷 표본 한 점만이 알려져 있고, 워싱턴 D.C.의 국립 자연사 박물관에 보관되어 있다. 구릉 지대에서 서식한다.